# Decreto 457 / 2021
El Decreto 457 / 2021 del Poder Ejecutivo Nacional es un decreto que actualizó la Directiva de Política de Defensa Nacional de la República Argentina. Fue sancionado el 14 de julio de 2021 y publicado en el Boletín Oficial del 19 de julio de 2021, es vigente y no ha sido modificado.
El decreto considera el estrecho de Magallanes como "espacio compartido" entre Argentina y Chile. Sin embargo, en el tratado de Límites de 1881 entre Argentina y Chile, el estrecho fue reconocido como exclusivamente chileno, con la obligación de permitir el libre paso a todas las naciones y la prohibición de militarizar sus costas.

## Objetivos del decreto
El decreto tiene como finalidad establecer las directrices de la política de defensa de Argentina y fue publicado durante la presidencia de Alberto Fernández. Concretamente, explicitar los principales lineamientos del nivel Estratégico Nacional, en particular, la concepción y el posicionamiento estratégico que seguirán orientando y conduciendo las cuestiones relativas a la Defensa Nacional.
Entre otros puntos el decreto establece lo siguiente en la página 13, de las 40 publicadas:
Uno de los espacios compartidos que resulta fundamental continuar fortaleciendo es el de la exploración, estudio y control conjunto sobre el Estrecho de Magallanes y el Mar de Hoces, espacios estratégicos tanto por su rol como vías navegables naturales entre el OCÉANO ATLÁNTICO y el OCÉANO PACÍFICO como por constituir puntos privilegiados de acceso al continente antártico
Las nuevas directivas fueron celebradas en Argentina como un ejemplo de colaboración entre el Ministerio de Defensa y el Ministerio de Relaciones exteriores en materia de diseño de políticas públicas. Otros por el contrario, como Juntos por el Cambio, solicitaron dejar sin efecto la directiva.

## Concepciones argentinas en la zona

### Anteriores al tratado de 1881
| El límite internacional pretendido en el mapa de 1875, marcado con una línea de cruces, +, deja Punta Arenas y la península de Brunswick como extremo austral de Chile, conectada por una delgada franja de tierra con la actual provincia de Última Esperanza y por la costa norte del estrecho con el resto de Chile: todas las islas al sur del Estrecho quedan bajo soberanía argentina, tanto en el Pacífico como en el Atlántico, asimismo las costas del estrecho desde Punta Arenas hasta el Atlántico serían argentinas. | [[File:Seelstrang.1875.jpg\|2000px\|alt={{{Alt\|Sección de un mapa elaborado en 1875 por Seelstrang y Tourmente para la Exposición Universal de Filadelfia de 1876.]] File:Seelstrang.1875.jpgSección de un mapa elaborado en 1875 por Seelstrang y Tourmente para la Exposición Universal de Filadelfia de 1876. |

### Durante el conflicto del Beagle

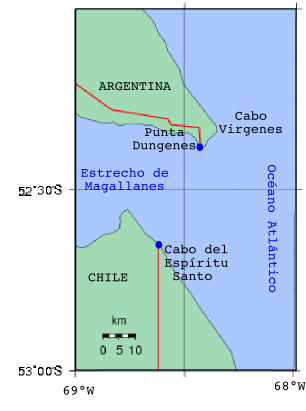
Geografía del extremo oriental del estrecho.

Durante el conflicto del Beagle, Argentina postuló que el extremo oriental del estrecho pasaba por aguas argentinas lo que convertiría a Argentina en coribereño del estrecho dándole el derecho a coadministrar la vía interoceánica.

### Tratado de 1984
El Tratado de Paz y Amistad entre Argentina y Chile fijó la frontera oriental del estrecho como la línea recta entre Punta Dungeness y Cabo del Espíritu Santo y ambos estados renunciaron a cualquier derecho al otro lado de ese límite. Solo quedó la obligación argentina de permitir el paso sin restricción alguna de naves de todas las banderas en viaje desde o hacia el estrecho:
Artículo 10°. La República Argentina y la República de Chile acuerdan que en el término oriental del Estrecho de Magallanes, determinado por Punta Dungenes en el Norte y Cabo del Espíritu Santo en el Sur, el límite en sus respectivas soberanías será la línea recta que una el “Hito Ex-Baliza Dungenes”, situado en el extremo de dicho accidente geográfico, y el “Hito I Cabo del Espíritu Santo” en Tierra del Fuego.
...
La soberanía de la República Argentina y la soberanía de la República de Chile sobre el mar, suelo y subsuelo se extenderán, respectivamente, al Oriente y al Occidente de dicho límite.
La República Argentina se obliga a mantener, en cualquier tiempo y circunstancias, el derecho de los buques de todas las banderas a navegar en forma expedita y sin obstáculos a través de sus aguas jurisdiccionales hacia y desde el Estrecho de Magallanes.

### Otros
En algunos artículos periodísticos se reconoce la importancia del estrecho como cruce seguro y natural entre ambos océanos, pero en algunos de ellos se trasluce una visión que representa la percepción argentina de la zona. Por ejemplo, un artículo publicado por la Corporación Turca de Radio y Televisión, la agencia informativa del gobierno de Turquía, se reconoce un error en una primera versión del artículo, pero el título lo considera "en Disputa": Una versión previa de esta nota mencionaba que el estrecho de Magallanes está ubicado en territorio argentino, lo cuál es incorrecto. El estrecho de Magallanes está oficialmente ubicado en territorio chileno, a excepción de su extremo más oriental tocado por Argentina. Otra versión del artículo ni siquiera menciona a Chile.
En dirección norte-sur, el cruce del estrecho representa para Argentina un "quiebre territorial" y se intenta vincular físicamente por aguas jurisdiccionales argentinas el continente y el territorio insular (Tierra del Fuego) por medio de la construcción y operación de un servicio regular de transbordadores portarodantes para el transporte de cargas y de pasajeros, un proyecto llamado Corredor Marítimo Austral.

## Apreciaciones oficiales sobre el decreto
El 7 de agosto de 2021 se publicó en la prensa chilena y argentina que el gobierno chileno, en aquel entonces dirigido por Sebastián Piñera, había entregado a la cancillería argentina una nota de protesta señalando que el estrecho de Magallanes incluidas sus dos riberas son territorio chileno según el Tratado de 1881, hecho ratificado en el tratado de 1984, por lo que Chile rechaza lo planteado por Argentina en el decreto.
En la misma nota, el gobierno chileno destaca que tampoco en el Paso de Drake existe un control conjunto y que Chile no reconoce la línea limítrofe trazada unilateralmente por el gobierno de Cristina Fernández.
La embajadora de los Estados Unidos de América en Chile señaló que el gobierno de su país reconocía la soberanía de Chile sobre el estrecho de Magallanes.

## Estado de la controversia
En 2025 durante el gobierno de Javier Milei, Argentina expresó que considera que la administración anterior de Alberto Fernández cometió un "error" respecto a la interpretación de los tratados vigentes al crear tal decreto y se comprometió a redactar y publicar una nueva "Directiva de Política de Defensa Nacional", que anularía el decreto de 2021.